# Friedrichstadt
Friedrichstadt (Frederiksstad en danois) est une ville allemande située dans le Schleswig-Holstein, dans l'arrondissement de Frise-du-Nord.

## Évolution démographique

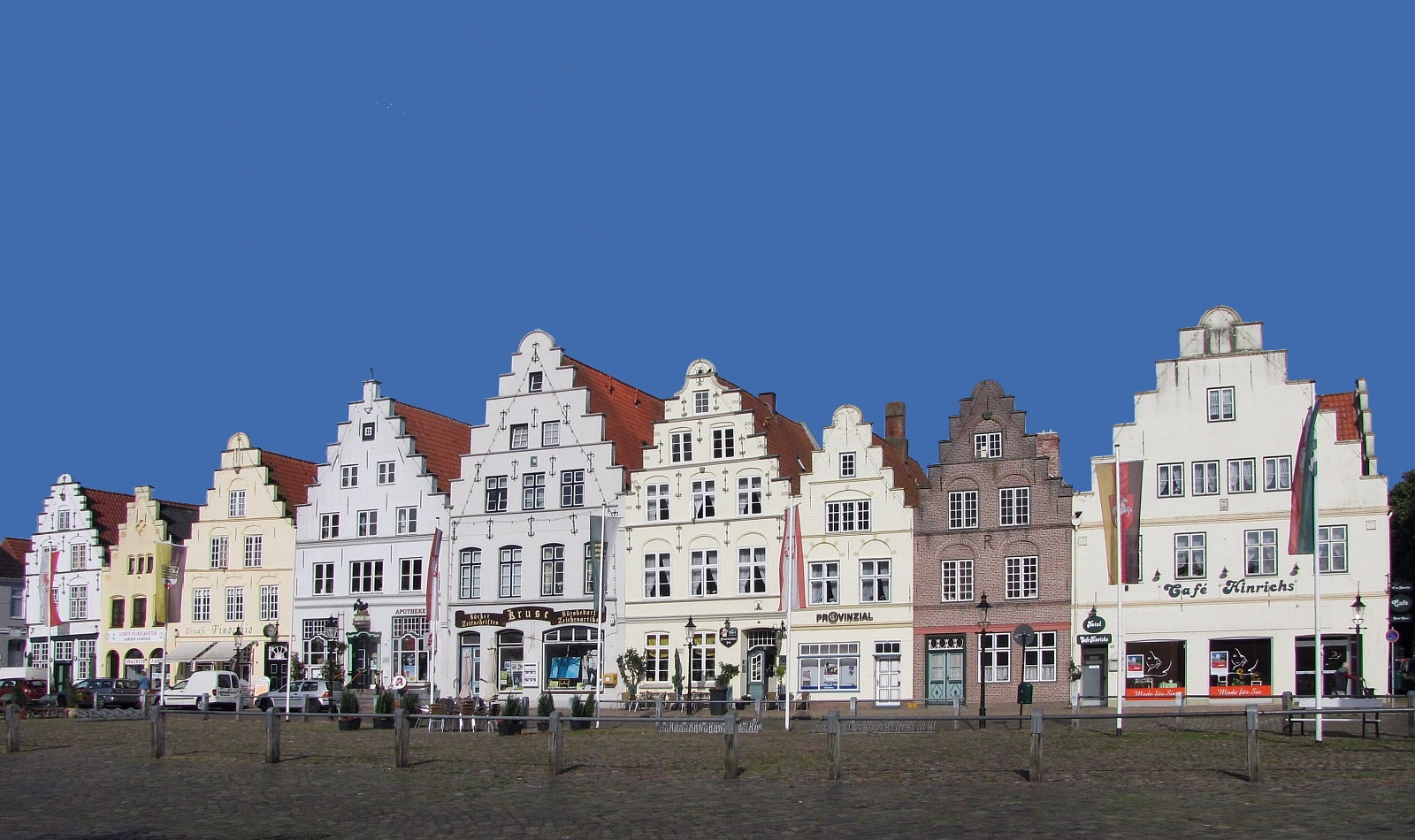
Ensemble complet avec les 9 maisons de style hollandais (escalier à pignon) sur la place du marché

| Année      | 1840  | 1864  | 1906  | 1939  | 1950  | 1970  | 1979  | 2006  |
| ---------- | ----- | ----- | ----- | ----- | ----- | ----- | ----- | ----- |
| Population | 2 272 | 2 242 | 2 662 | 2 146 | 3 618 | 3 079 | 2 716 | 2 496 |

## Personnalités liées à la ville
- Eduard Alberti (1827-1898), historien né à Friedrichstadt.
- Wilhelm Mannhardt (1831-1880), anthropologue né à Friedrichstadt.
- Norbert Masur (1901-1971), homme d'affaires né à Friedrichstadt.